# Silvia Albertazzi
Silvia Albertazzi (Bologna, 13 novembre 1952) è una saggista italiana.

## Biografia

### Attività saggistica
Laureata in Lingue e Letterature Straniere presso la Facoltà di Magistero dell'Università di Bologna nel 1974, ha insegnato presso l'Università di Trieste e l'Università di Bologna, dove è professoressa emerita di letteratura inglese.
Esordisce nella saggistica nel 1978 pubblicando il primo volume apparso in Italia sulla letteratura indiana di lingua inglese, Il tempio e il villaggio. Interessatasi successivamente al romanzo gotico inglese e alla letteratura vittoriana, durante il periodo di insegnamento presso l'Università di Trieste si avvicina allo studio della letteratura di consumo e agli studi culturali, grazie all'influsso di Giuseppe Petronio, che in seguito la chiamerà a collaborare alle collane da lui dirette presso l'editore Laterza.
Frutto di questa collaborazione sono i volumi D.H. Lawrence (1988), per la collana Gli Scrittori e La letteratura fantastica (1993), per la collana Il punto su. Risale al 1992, invece, il suo primo volume di taglio comparatistico, Bugie sincere. Narratori e narrazioni 1970-1990, apparso per gli Editori Riuniti.
La ricerca sulla narrativa contemporanea, iniziata con Bugie sincere, è approfondita nel corso degli anni Novanta, con particolare attenzione alla letteratura post coloniale e al postcolonialismo. Nel 2000 pubblica per i tipi di Carocci il primo testo di studi postcoloniali italiano, Lo sguardo dell'Altro, adottato in molte università italiane, così come la Breve storia della letteratura inglese di cui Silvia Albertazzi scrive i capitoli dedicati al Settecento e all'Ottocento, pubblicata da Einaudi nel 2004 a cura di Paolo Bertinetti. Lo Sguardo dell'Altro giunto nel 2012 alla quarta edizione, è completamente rivisto, aggiornato e ripubblicato con il titolo Le Letterature Postcoloniali. Dall'impero alla World Literature nel 2013.
Negli anni Duemila, Silvia Albertazzi si dedica prevalentemente alla letteratura comparata. Con il volume In questo mondo, ovvero quando i luoghi raccontano le storie (2006), vince il primo premio Alziator per la saggistica, mentre con Il nulla, quasi. Foto di famiglia e istantanee amatoriali nella letteratura contemporanea (2011) ottiene una segnalazione al premio Pozzale-Luigi Russo.
Del rapporto tra letteratura e fotografia si occupa anche in Letteratura e Fotografia (Roma, Carocci, 2017, seconda edizione 2018).
Nel 2018 vede le stampe Leonard Cohen. Manuale per vivere nella sconfitta, che nel 2025 è stato ampliato e aggiornato con un capitolo dedicato alle opere postume.
Nel 2020 esce per gli stessi tipi di Paginauno, Questo è domani. Gioventù, cultura e rabbia nel Regno Unito 1956-1967.
Nel 2022 esce per Castel Negrino, John Lennon ... e ora sto dicendo "Pace".
Nel 2025 esce Leggere Salman Rushdie per Carocci.

### Scrittura creativa
Silvia Albertazzi esordisce nella narrativa nel 1996 con il romanzo Scuola di scrittura, pubblicato da Marsilio. Contestualmente, Albertazzi entra a far parte dell'Associazione Scrittori di Bologna e partecipa a diversi progetti dell'Associazione, tra cui si segnalano il cd Sguardi d'insieme, e i racconti d'attesa affissi alle fermate degli autobus a Bologna: in particolare, il suo racconto per questo progetto è tradotto in francese con il titolo Le bus e appare nella rivista Nouvelle Donne. Nel 2001 entra a far parte della redazione della rivista di lettere e arte L'Orto, diretta da Giuseppe D'Agata, che pubblicherà dieci numeri, fino al 2007. Su L'Orto appaiono suoi racconti e poesie. Altri suoi racconti sono pubblicati su Portici, Mondo Naïf, Terra Australis, sul Journal of Literature and Aesthetics di Kollam (South India) e sulle riviste online Griselda e El-Ghibli. Un'ampia silloge delle sue poesie esce nel 2008 su Le voci della luna, mentre il suo primo volume di poesia, La casa di via Azzurra, è uscito nel 2010 per i tipi di Kolibris. Nel 2014 è uscita presso l'editore La Vita Felice] la raccolta Magenta è il colore dei ricordi , vincitrice del 1º premio "Città di Arcore" per la poesia nel 2015. Dal 2009 al 2017 è membro del collettivo redazionale del semestrale di letteratura sociale Nuova rivista Letteraria, fondato da Stefano Tassinari. Dal 2018 è membro del Collettivo Redazionale della rivista Zona Letteraria e dal 2025 della rivista Zona Franca, Nel 2018 è uscita la raccolta di poesie Finale di stagione (Qudu, Bologna), menzione speciale al premio Lord Byron-Golfo dei Poeti 2018. Nel 2024 Mio Padre somigliava a Dustin Hoffman (La Vita Felice) premio speciale al concorso Lord Byron-Golfo dei Poeti.

### Attività accademica
È stata visting professor e ha tenuto lezioni e conferenze presso la University of North London; la Brown University, Providence, R.I; la University of Western Australia; la Università Nazionale Australiana; il VUT (Melbourne); la Royal Holloway University of London; la UFMG di Belo Horizonte; la Université d’Orléans, Université Sorbonne IV (Francia); Universidade de Lisboa .
Nel 1996 ha fondato il Centro studi sulle letterature omeoglotte dei paesi extra-europei del Dipartimento di Lingue e letterature straniere moderne dell'Università di Bologna, di cui è stata responsabile scientifico fino al 2004 , quando è passata alla direzione del Centro interdipartimentale di teoria e storia comparata della letteratura (CITELC), che ha diretto fino alla sua chiusura nel 2009. Dal 2019 coordina il CLOPEX, Centro studi sulle letterature omeoglotte dei paesi extra-europe.
È stata coordinatrice del Dottorato di ricerca in Letterature moderne, comparate e postcoloniali, poi Studi Letterari e Culturali. Ha organizzato convegni nazionali e internazionali ed è membro del comitato scientifico delle riviste accademiche: Francofonia, Interactions, Scritture Migranti, TransPostCross, Between.

### Attività divulgativa
Silvia Albertazzi ha collaborato a Linea d'ombra, Il Piccolo, Pulp, Liberazione, Il manifesto, Zona Letteraria con recensioni, critiche letterarie e interviste (tra gli autori intervistati: Nicholas Shakespeare, Farrukh Dhondy, Vikram Chandra, Amitav Ghosh, Peter Carey, Julian Barnes, Salman Rushdie, Paul Auster, Jonathan Lethem, Jonathan Safran Foer, Richard Flanagan, Elizabeth Strout, Damon Galgut, Edward Carey). Attualmente collabora con il supplemento letterario Alias del Manifesto, e con Radio città Fujiko di Bologna per la rubrica Voltiamo Pagina del Breakfast Club a cura di William Piana.

## Opere

### Saggistica e critica letteraria
- Il tempio e il villaggio. La narrativa indo-inglese e la tradizione britannica , Bologna, Pàtron, 1978.
- Il sogno gotico. Fantasia onirica e coscienza femminile da Horace Walpole a Charlotte Bronte, Imola, Galeati, 1980.
- Il libro dell'Egoismo. Meredith, Hardy e la questione matrimoniale nel secondo ottocento inglese, Abano, Piovan, 1983.
- Introduzione a Lawrence, Bari, Laterza, 1988, ISBN 88-420-3023-6
- Bugie sincere. Narratori e narrazioni 1970-1990, Roma, Editori Riuniti, 1992, ISBN 88-359-3547-4
- La letteratura fantastica, Bari, Laterza, 1993, ISBN 88-420-4239-0
- Translating India. Travel and Cross-Cultural Transference in Post-Colonial Indian Fiction in English, Bologna, CLUEB, 1993.
- Nel bosco degli spiriti. Senso del corpo e fantasmaticità nelle nuove letterature di lingua inglese, Manziana (Roma), Vecchiarelli, 1998, ISBN 88-8247-009-1
- Lo sguardo dell'Altro. Le letterature postcoloniali, Roma, Carocci, 2000, ISBN 88-430-1604-0
- Il romanzo new global. Storie di intolleranza, fiabe di comunità, Pisa, ETS, 2003 (con Adalinda Gasparini), ISBN 88-467-0705-2
- In questo mondo, ovvero quando i luoghi raccontano le storie, Roma, Meltemi, 2006 (Primo Premio Letterario “Alziator” per la saggistica), ISBN 88-8353-505-7
- Il nulla, quasi. Foto di famiglia e istantanee amatoriali nella letteratura contemporanea, Firenze, Le Lettere, 2010 (segnalato al Premio Pozzale-Luigi Russo 2011), ISBN 978-88-6087-322-4
- Belli e perdenti. Antieroi e post-eroi nella narrativa contemporanea di lingua inglese, Roma, Armando editore, 2012, ISBN 978-88-6677-035-0
- La letteratura postcoloniale. Dall'Impero alla World Literature, Roma, Carocci, 2013, ISBN 978-88-430-6887-6
- Letteratura e fotografia, Roma, Carocci, 2017, ISBN 978-88-430-8813-3
- Leonard Cohen. Manuale per vivere nella sconfitta, Milano, Paginauno, 2018, ISBN 978-88-99699-19-2
- Questo è domani. Gioventù, cultura e rabbia nel Regno Unito 1956-1967, Milano, Paginauno, 2020, ISBN 978-88-99699-46-8
- John Lennon ... e ora sto dicendo "Pace" , Arenzano (GE), Castel Negrino, 2022.ISBN 9788899341916
- Leggere Salman Rushdie, Roma, Carocci Editore, 2025 ISBN 978-88-290-2803-0
- Leonard Cohen. Manuale per Vivere nella Sconfitta, Milano, Paginauno, 2025, ISBN 978-88-99699-84-0

#### Cura di volumi
- Appartenenze. La scrittura delle donne di colore nelle letterature di espressione inglese, Bologna, Pàtron, 1998, ISBN 88-555-2438-0
- Imagining Australia. Immaginando l'Australia (con S. M. Downing e M. Turci), Manziana (Roma), Vecchiarelli, 1998, ISBN 88-8247-008-3
- Abbecedario Postcoloniale (con Roberto Vecchi), Macerata, Quodlibet, 2001, ISBN 88-86570-44-9
- Abbecedario Postcoloniale 2 (con Roberto Vecchi), Macerata, Quodlibet, 2002, ISBN 88-7462-099-3
- Postmodernism and Postcolonialism (con Donatella Possamai), Padova, Il Poligrafo, 2002, ISBN 88-7115-162-X
- Periferie della storia. Il passato come rappresentazione nelle culture omeoglotte (con Roberto Vecchi e Barnaba Maj), Macerata, Quodlibet, 2004, ISBN 88-7462-079-9
- Post-Scripta. Incontri possibili e impossibili tra culture (con Gabriella Imposti e Donatella Possamai), Padova, Il Poligrafo, 2005, ISBN 88-7115-482-7
- Guardare oltre. Letteratura, fotografia e altri territori (con Ferdinando Amigoni) , Roma, Meltemi, 2008, ISBN 978-88-8353-608-3
- Il saggio. Forme e funzioni di un genere letterario (con Giulia Cantarutti e Luisa Avellini), Bologna, il Mulino, 2007, ISBN 978-88-15-12398-5
- (Post) Colonial Passages (con Francesco Cattani, Rita Monticelli, Federica Zullo), Newcastle upon Tyne, Cambridge Scholars Publishing, 2018. ISBN 978-1-5275-0630-5
- Introduzione alla World Literature. Percorsi e prospettive, Roma, Carocci, 2021, ISBN 9788829011735

### Narrativa

#### Romanzi
- Scuola di scrittura, Venezia, Marsilio, 1996, ISBN 88-317-6348-2

#### Racconti
- "Besides", Journal of Literature and Aesthetics, Kollam, South India, 6, 2, 1998.
- "L'autobus", racconto d'attesa per ATC, Bologna, 1999.
- "Un altro lunedì" in AA.VV., Sguardi d'istanti", literary CD with music.
- “Gli scarti dello Scrittore”, L'Orto, 2, 1, 2000.
- “Con la luna alla gola”, Portici, V, 3, 2001.
- “Le Bus”, Nouvelle Donne, 25, 2001 (tradotto da Maria-Chiara Gnocchi).
- « Tommy », Mondo Naif, 13, 2001.
- “Morte di un commosso viaggiatore”, L'Orto, 4, 2002.
- “Wonderwall”, Griselda.
- “Guru Vandana”, L'Orto, 5, 2003.
- “Anniversario”El-Gibli.
- “Bologna, se ci fosse il mare”, L'Orto, 6, 2003.
- “Il compleanno dell'arciere”, L'Orto, 7, 2004.
- “Quello con la cravatta rossa”, L'Orto, 10, 2007
- “Londra in bianco e nero”, in Bologna scrive, Biblioteca Sala Borsa Edizioni n. 10, Bologna, 2008.

#### Poesia
- La casa di via Azzurra, Bologna, Kolibris, 2010, ISBN 978-88-96263-38-9
- Magenta è il colore dei ricordi, Milano, La Vita Felice, 2014, (Primo Premio di poesia Città di Arcore 2015), ISBN 978-88-7799-628-2
- Finale di stagione, Bologna, Qudu, 2018 ISBN 978-88-99007-31-7
- Mio Padre somigliava a Dustin Hoffman, Milano, La Vita Felice,  2024, ISBN 978-88-9346-811-4